# 38e sessie van de Commissie voor het Werelderfgoed

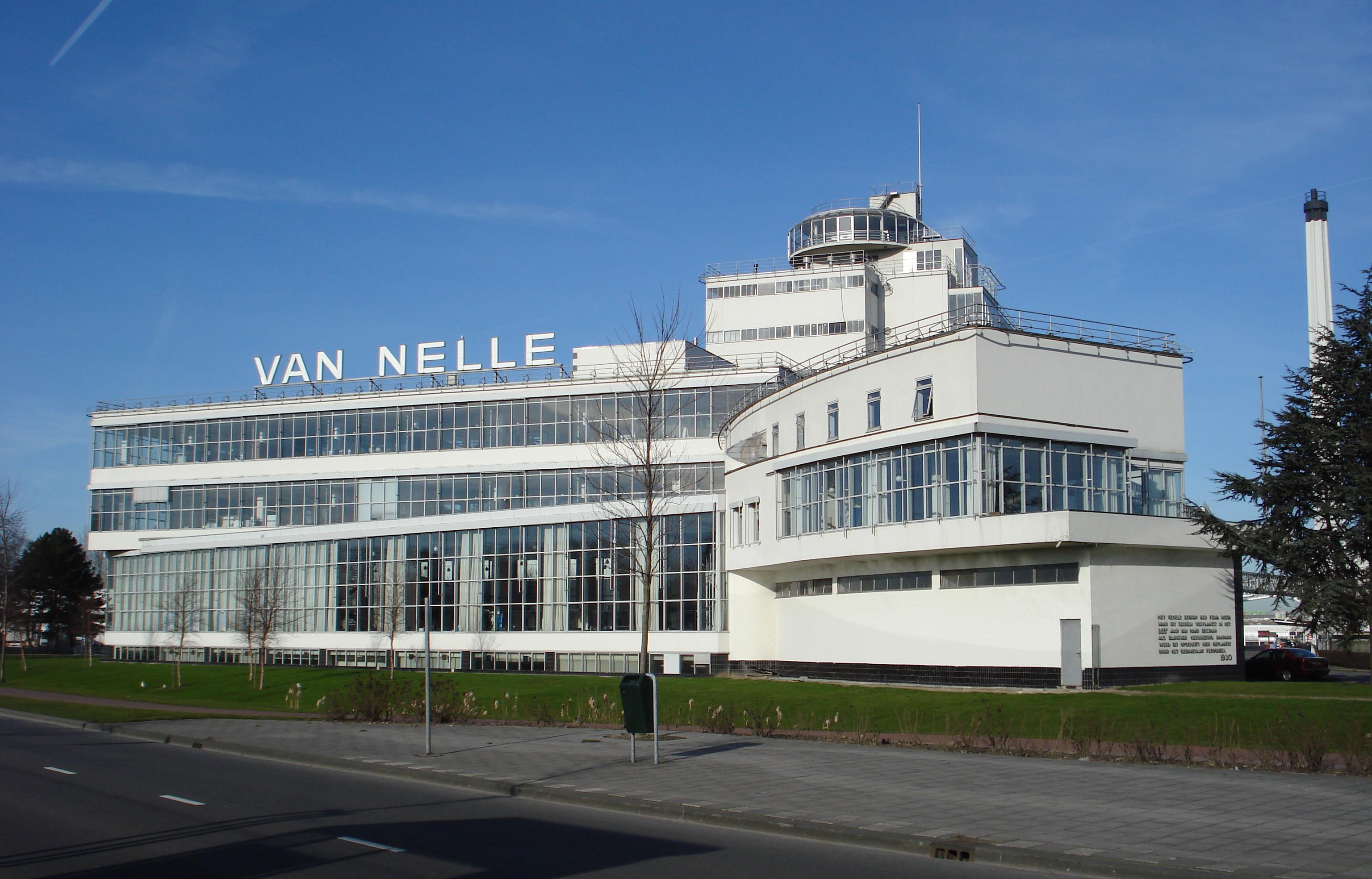
Van Nellefabriek in Rotterdam

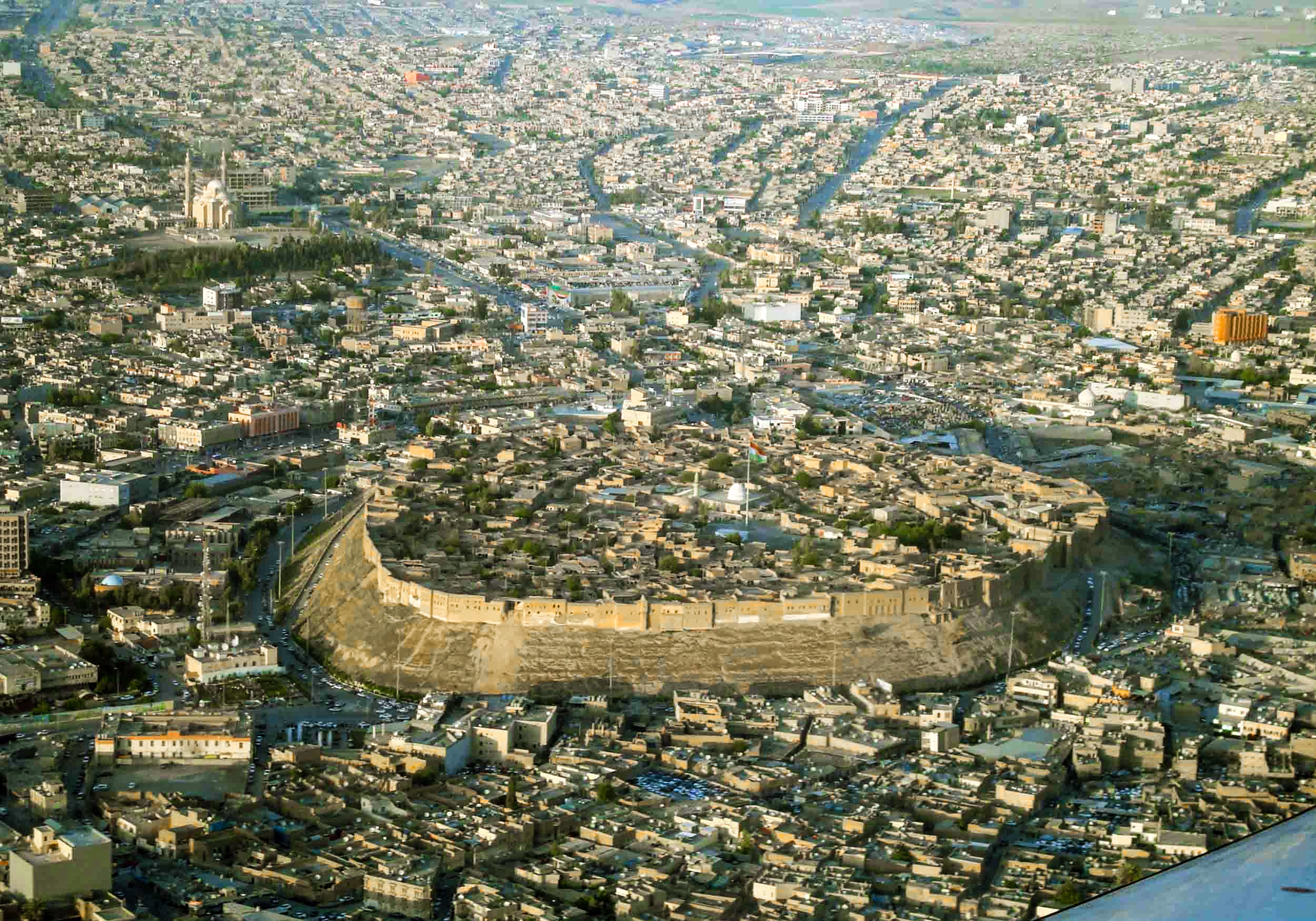
Citadel van Arbil

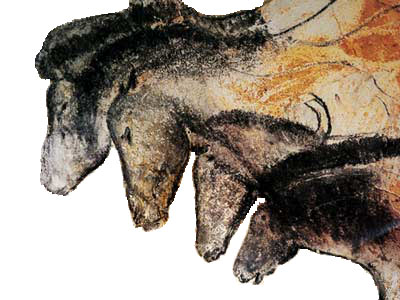
Afbeeldingen van paarden in de Grotte Chauvet

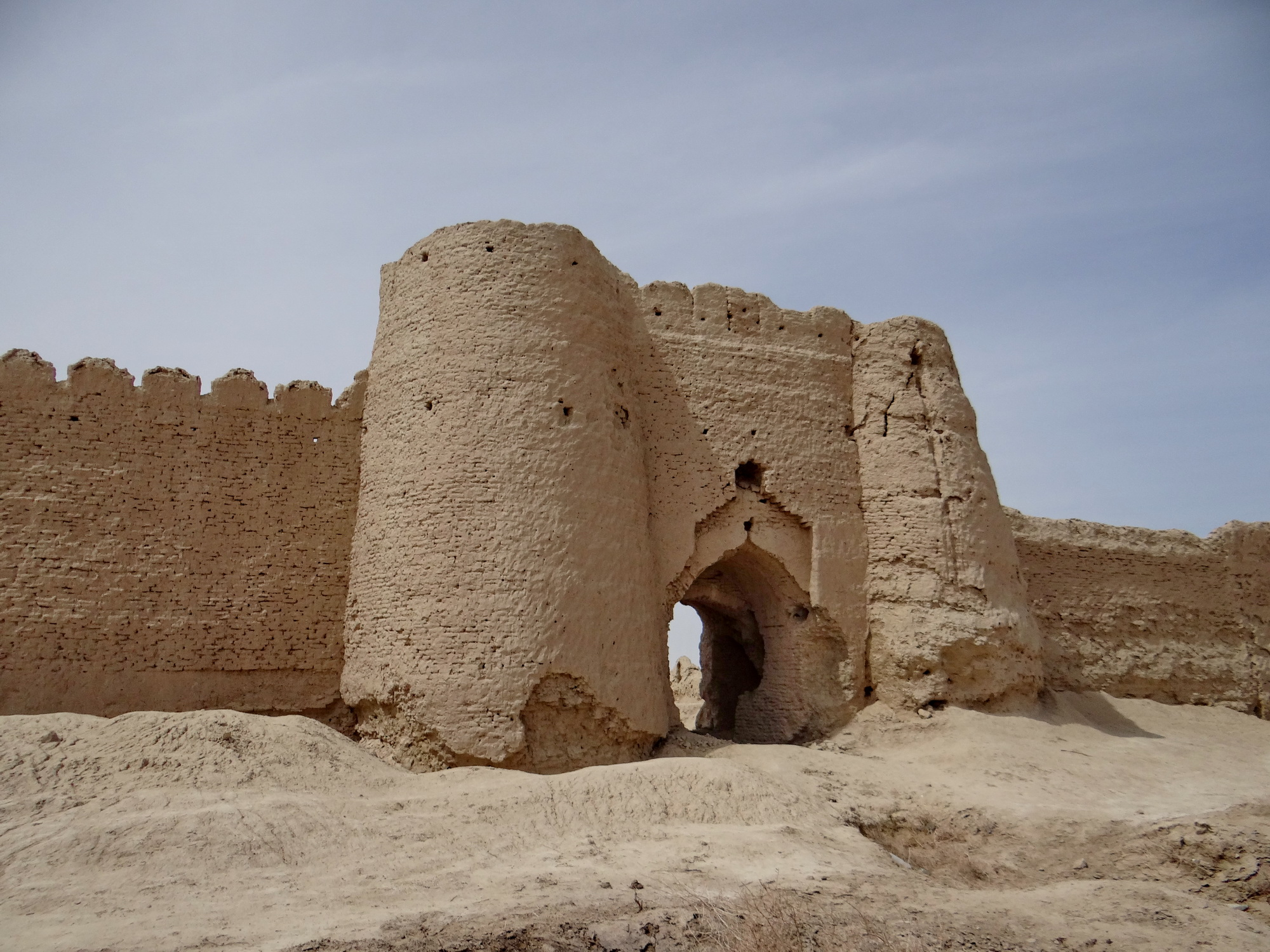
Stadspoort van Shahr-e Sukhteh

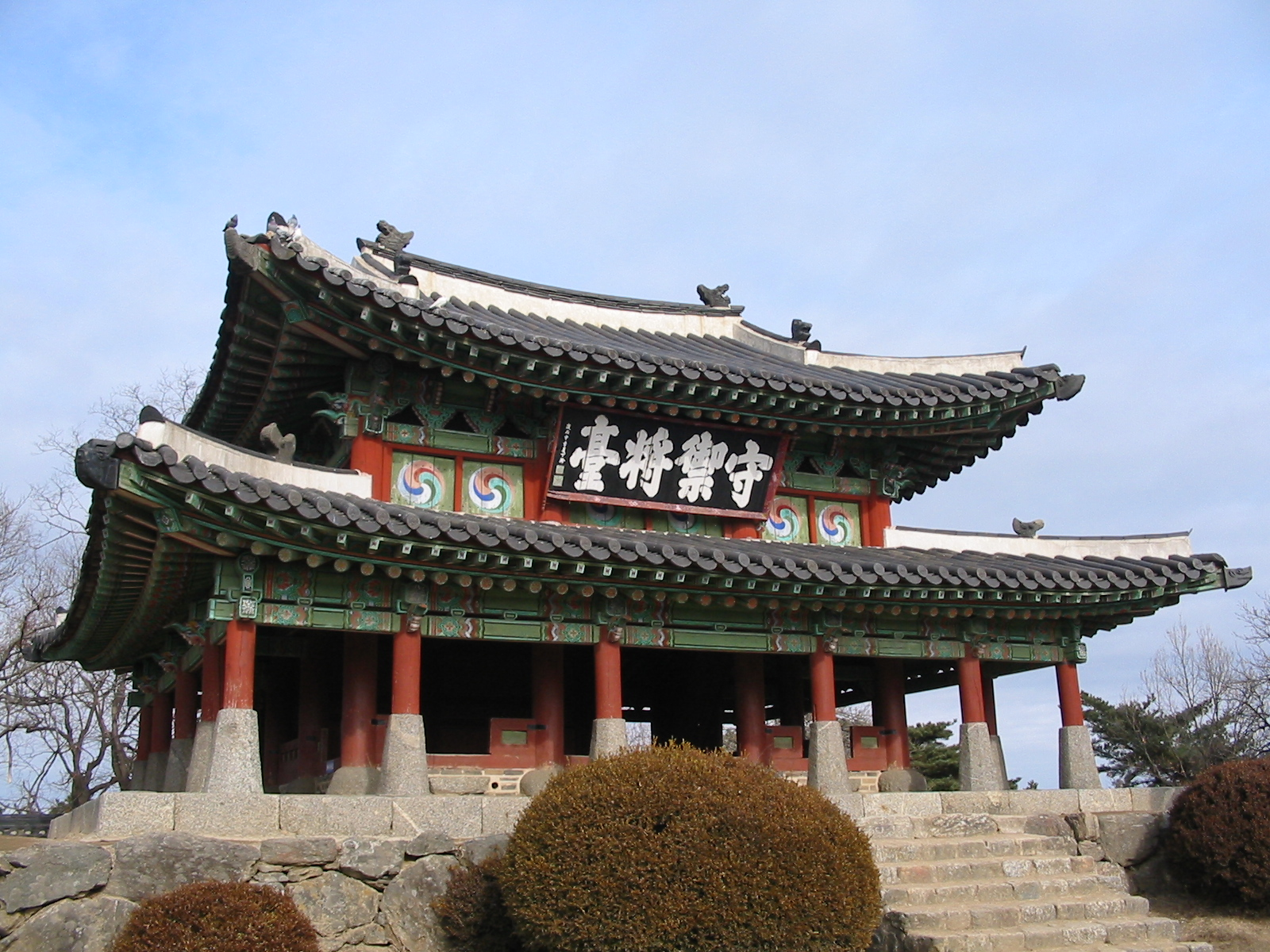
Namhansanseong

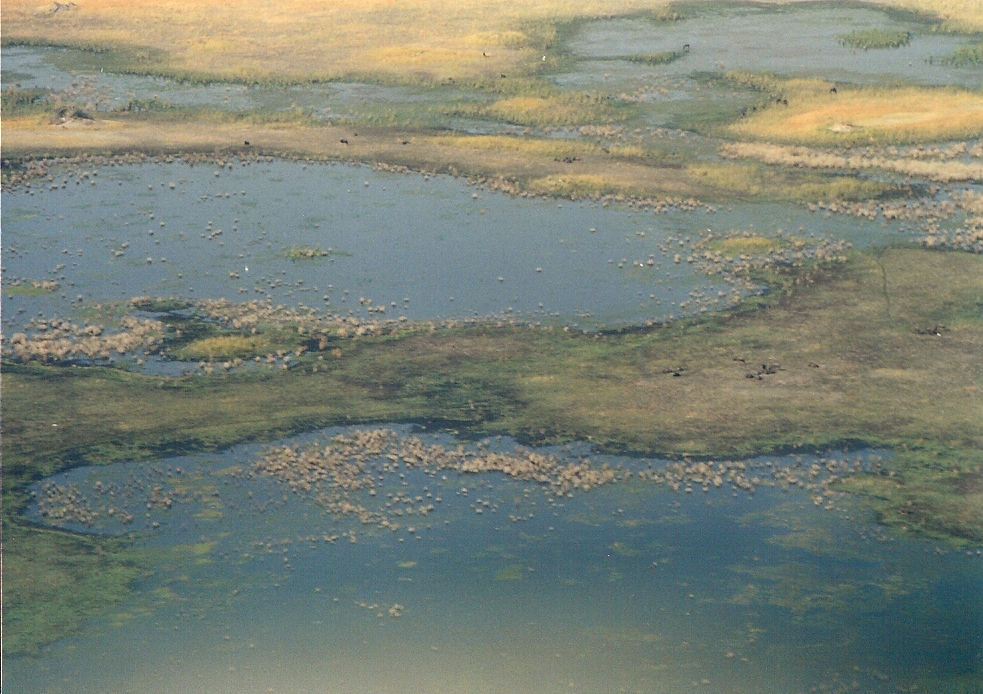
Okavangodelta vanuit de lucht

De 38e sessie van de Commissie voor het Werelderfgoed vond plaats van 15 juni tot en met 25 juni 2014 in Doha, de hoofdstad van Qatar. De commissie oordeelde over nieuwe projecten, en enkele aanpassingen of uitbreidingen die door landen werden ingediend en voorafgaand aan de sessie door werkgroepen van de commissie waren geëvalueerd op de volledigheid van het dossier. Vóór de start van de sessie bestond de werelderfgoedlijst uit 981 erfgoederen: 193 natuurerfgoedsites, 759 culturele erfgoedsites en 29 gemengde sites.
Bij de nominaties hoorden onder meer het Grote Kanaal in de Volksrepubliek China, de Grotte Chauvet in Frankrijk, de Van Nellefabriek in Nederland, de citadel van Arbil in Irak, Stevns Klint in Denemarken, de Okavangodelta in Botswana en een aantal sites gerelateerd aan de Zijderoute.

## Nieuw in 2014
In totaal zijn er na deze sessie 26 nieuwe erfgoedsites aan de Werelderfgoedlijst toegevoegd: eenentwintig cultuurerfgoederen, vier natuurerfgoederen en één gemengd erfgoed. Van Myanmar werd dit jaar de eerste erfgoedsite op de lijst ingeschreven. Botswana kreeg met de Okavangodelta zijn eerste natuurerfgoed op de lijst. Dit was tevens de duizendste erfgoedinschrijving op de Werelderfgoedlijst. Ook Denemarken (zonder Groenland) kreeg voor het eerst natuurerfgoederen op de Lijst (Stevns Klint en de Waddenzee via uitbreiding). Costa Rica kreeg zijn eerste cultuurerfgoed en voor Vietnam werd de eerste gemengde site ingeschreven.
Met de nieuwe toevoegingen en uitbreidingen bestaat de werelderfgoedlijst uit 1007 erfgoederen, waarvan 779 culturele, 197 natuurlijke en 31 gemengde.

### Cultuurerfgoed
- Argentinië, Bolivia, Chili, Colombia,  Ecuador, Peru - Qhapac Ñan, wegennetwerk van de Andes[3]
- China - Het Grote Kanaal[4]
- China, Kazachstan, Kirgizië - Zijderoute: het wegennetwerk van de Chang'an-Tiensjancorridor[4]
- Costa Rica - Precolumbiaanse nederzettingen met stenen ballen van de Diquís[5]
- Duitsland - Karolingisch westwerk en Civitas Corvey[3]
- Frankrijk - Beschilderde grot van Pont d'Arc, bekend als de Grotte Chauvet-Pont d’Arc, Ardèche[6]
- India - Rani ki vav (the Queen’s Stepwell) in Patan, Gujarat[4]
- Irak - Citadel van Arbil[7]
- Iran - Shahr-e Sukhteh[8]
- Israël - Grotten van Maresha en Bet Guvrin in het Judese laagland als een microkosmos van het Land van de Grotten[6]
- Italië - Wijngaardlandschap van Piëmont: Langhe-Roero en Monferrato[6]
- Japan - Zijdefabriek van Tomioka en aanverwante sites[7]
- Myanmar - Oude Pyu-steden[8]
- Nederland - Van Nellefabriek[7]
- Palestina - Palestina: land van olijven en wijngaarden - Cultuurlandschap van zuidelijk Jeruzalem, Battir[9]
- Rusland - Historisch en archeologisch complex van Boelgar[5]
- Saoedi-Arabië - Historisch Djedda, de poort tot Mekka[7]
- Turkije - Bursa en Cumalıkızık: de geboorte van het Ottomaanse Rijk[6]
- Turkije - Pergamon en zijn veelgelaagde cultuurlandschap[6]
- Verenigde Staten - Monumentale grondwerken van Poverty Point[6]
- Zuid-Korea - Namhansanseong[4]

### Natuurerfgoed
- Botswana - Okavangodelta[6]
- Denemarken - Stevns Klint[5]
- Filipijnen - Mount Hamiguitan Range Wildlife Sanctuary[5]
- India - Nationaal park Great Himalayan[5]

### Gemengd erfgoed
- Vietnam - Landschap van Trang An[5]

## Wijzigingen in 2014

### Naamsveranderingen
- Malta - Het "Hal Saflieni Hypogeum" wordt hernoemd naar "Ħal Saflieni Hypogeum".[10]
- Mexico - "Ancient Maya City of Calakmul, Campeche" wordt "Ancient Maya City and Protected Tropical Forests of Calakmul, Campeche" (Nederlands: Oude Mayastad en beschermde tropische regenwouden van Calakmul, Campeche).[3]
- Zweden - "Church Village of Gammelstad, Luleå" wordt "Church  Town  of Gammelstad, Luleå" (Nederlands: "Kerkdorp Gammelstad")[10]
- Zweden - "Varberg Radio Station" wordt "Grimeton Radio Station, Varberg" (Nederlands: "Radiostation van Grimeton, Varberg")[10]

### Uitbreidingen
- China - Het Zuid-Chinese karstlandschap, op de Werelderfgoedlijst ingeschreven in 2007, wordt uitgebreid met een gebied van bijna 50.000 hectare. Deze site omvat nu 12 onderdelen verspreid over de provincies Guizhou, Guangxi, Yunnan en Chongqing, en beslaat 176.228 hectare. Het erfgoed wordt nu ook een gemengd erfgoed.[5]
- Denemarken, Duitsland en Nederland - De Duitse en Nederlandse Waddenzee, ingeschreven in 2009, wordt uitgebreid met de Deense Waddenzee. Ook de Duitse en Nederlandse onderdelen worden uitgebreid.[5]
- Mexico - De Oude Mayastad Calakmul, Campeche wordt opnieuw genomineerd en uitgebreid. Het wordt een gemengd erfgoed door de toevoeging van de tropische regenwouden aan het erfgoed.[3]
- Polen en Wit-Rusland - Het Woud van Białowieża, op de Werelderfgoedlijst ingeschreven in 1979, neemt aan Wit-Russische zijde af met meer dan 5000 hectare, maar wordt aan Poolse zijde flink uitgebreid. Daar gaat de oppervlakte van 5069 naar 59.576 hectare. De totale oppervlakte van het erfgoed komt zo op 141.885 hectare.[5]

### Verwijderd van de Lijst van bedreigd werelderfgoed
- Tanzania - Ruïnes van Kilwa Kisiwani en  ruïnes van Songo Mnara[11]

### Toegevoegd aan de Lijst van bedreigd werelderfgoed
- Bolivia - Potosí[12]
- Palestina - Palestina: land van olijven en wijngaarden - Cultuurlandschap van zuidelijk Jeruzalem, Battir[9]
- Tanzania - Wildreservaat Selous[13]

## Niet ingeschreven nominaties
Bij de nominaties die het niet haalden, hoorden onder meer het "tectono-vulkanisch geheel van de Chaîne des Puys en de breuklijn van de Limagne" (Frankrijk), het cultuurlandschap van Mount Mulanje (Malawi) en Khor Dubai (Verenigde Arabische Emiraten).

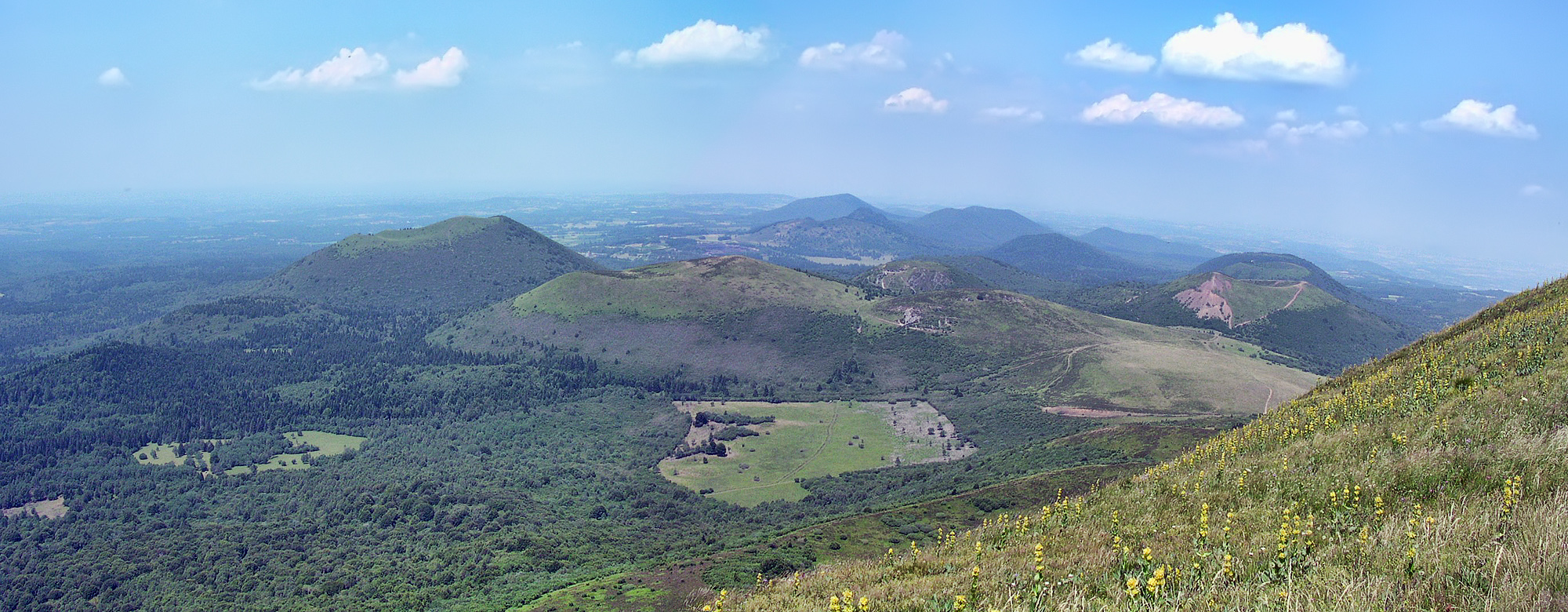
Panorama over de Chaîne des Puys
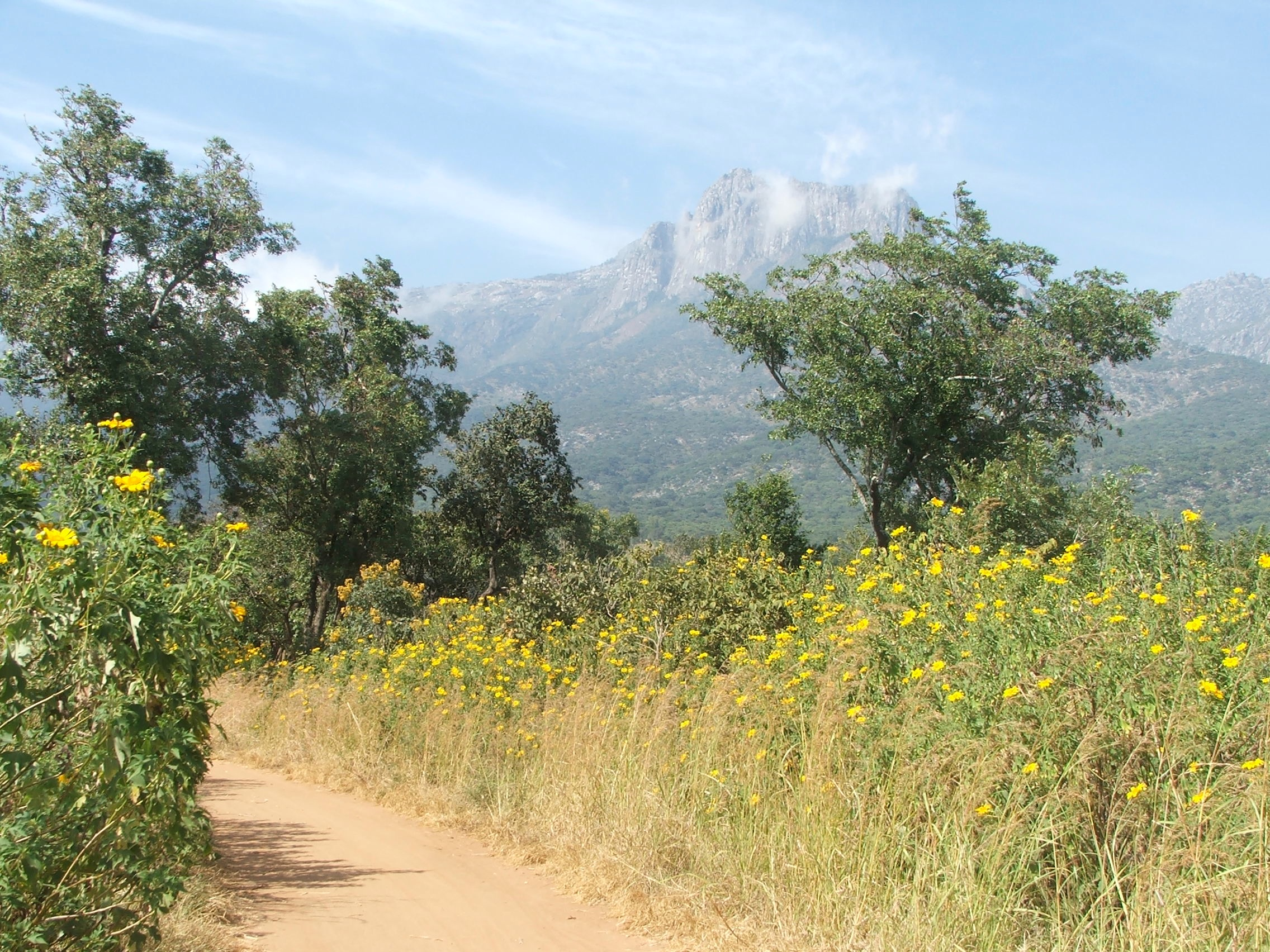
Mount Mulanje

1977 · 
1978 · 
1979 · 
1980 · 
1981 · 
1982 · 
1983 · 
1984 · 
1985 · 
1986 · 
1987 · 
1988 · 
1989 · 
1990 · 
1991 · 
1992 · 
1993 · 
1994 · 
1995 · 
1996 · 
1997 · 
1998 · 
1999 · 
2000 · 
2001 · 
2002 · 
2003 · 
2004 · 
2005 · 
2006 · 
2007 · 
2008 · 
2009 · 
2010 · 
2011 · 
2012 · 
2013 · 
2014 · 
2015 · 
2016 · 
2017 · 
2018 · 
2019 · 
2020-2021 ·
2022-2023 ·
2024 ·
2025